# Mus setulosus
Mus setulosus är en däggdjursart som beskrevs av Peters 1876. Mus setulosus ingår i släktet Mus och familjen råttdjur. IUCN kategoriserar arten globalt som livskraftig. Inga underarter finns listade i Catalogue of Life.
Denna mus blir 77 till 86 mm lång (huvud och bål), har en 52 till 59 mm lång svans och 14 till 16 mm långa bakfötter. Öronen är cirka 11,5 mm långa. Den ganska långa och grova pälsen på ovansidan har en mörkbrun till svart färg med några ljusbruna hår inblandade. Fram mot sidorna blir pälsen ljusare och undersidan är täckt av vitaktig päls. På artens mörka öron förekommer några glest fördelade hår. Svansen är täckt av fjäll som bildar ringar och av några styva hår. Läpparnas vita kant är smalare än hos nära besläktade arter.
Arten förekommer med tre från varandra skilda populationer i Afrika, den första från Sierra Leone till Togo, den andra i Kamerun och angränsande områden och den tredje i Etiopien. Habitatet utgörs av gräsmarker, av öppna trädansamlingar och av gläntor i skogar.
Antagligen har arten samma levnadssätt som Mus musculoides.